# Ерих IV (Саксония-Лауенбург)
Ерих IV (на немски: Erich IV; * 1354, † 1411) от род Аскани, е от 1368 до 1411 г. херцог на Саксония-Лауенбург и ерцмаршал на Свещената Римска империя.

## Живот
Той е единственият син на херцог Ерих II (1318/1320 – 1368) и Агнес фон Холщайн († 1386), дъщеря на граф Йохан III фон Холщайн-Кил († 1359).
На 14 юни 1390 г. той сключва договор с Любек, което дава възможност за построяването от 1392 г. на Щекнитц канала, който свързва Елба при Лауенбург с Мьолн и Любек и така дава възможност на корабна връзка между ханза-градовете Люнебург, Хамбург и Любек. Каналът е открит на 22 юли 1398 г. и е първият изкуствен воден път в Северна Европа.

## Фамилия
Ерих IV се жени на 8 април 1373 г. за София фон Брауншвайг-Люнебург-Волфенбютел (1358 – 1416), дъщеря на херцог Магнус II фон Брауншвайг-Люнебург от род Велфи и Катарина фон Анхалт-Бернбург. Двамата имат децата:
- Ерих V († края на 1435 г.), херцог на Саксония-Лауенбург
- Йохан IV († 1414), херцог на Саксония-Лауенбург, съ-регент с Ерих V
- Албрехт († 1421), домхер в Хилдесхайм
- Магнус († 1452), епископ на Хилдесхайм
- Бернхард II († 1463), херцог на Саксония-Лауенбург
- Ото († пр. 1431)
- Агнес († пр. 1415), омъжена за граф Албрехт II от Холщайн († 1403)
- Агнес († ок. 1435), омъжена за херцог Вартислав VIII от Померания (1373 – 1415)
- Катарина († ок. 1448), омъжена 1. за княз Йохан VII от Верле († 1414), 2. за херцог Йохан IV от Мекленбург († 1422)
- София († 1462), омъжена за херцог Вартислав IX от Померания († 1457)